# Набряк
На́бряк, або еде́ма (лат. oedema; англ. edema) — підвищення вмісту міжтканинної рідини в будь-якому органі.

## Клінічні ознаки
Набряки обох нижніх кінцівок, що з'являються під кінець дня, свідчать про серцеву недостатність або про хронічну венозну недостатність нижніх кінцівок. Невідповідність розмірів стопи та невдалі спроби надіти взуття, яке звичайно носиться, є однією з ранніх ознак цих захворювань. Серцеві набряки звичайно симетричні. Набряки можуть бути генералізованими (анасарка) у пацієнтів з нефротичним синдромом, гострою серцевою недостатністю та цирозом печінки.
Набряки навколо очей та обличчя є характерними для нефротичного синдрому при гострого гломерулонефриті або при хронічному захворюванню нирок, ангіоневротичного набряку, гіпопротеїнемії, мікседеми. Набряк обличчя, шиї та верхньої частини рук характерні для синдрому обструкції верхньої порожнистої вени, яка виникає внаслідок карциноми легень, лімфоми або аневризми дуги аорти. Набряк лише однієї кінцівки людини звичайно свідчить про венозний тромбоз або утруднення відтоку лімфи від цієї кінцівки.
Небезпечними для життя є набряки певних органів (зокрема, набряк-набухання головного мозку, легень, серцевого м'язу), алергічні набряки на кшталт набряку Квінке або генералізовані, що свідчать про тяжкі необоротні зміни в організмі.

## Причини
- Набряки, що виникають під впливом місцевих чинників — лімфатичний набряк.
- Передменструальний синдром і набряки вагітних.
- Нефротичний синдром при захворюваннях нирок: гломерулонефрит, хронічна хвороба нирок, амілоїдоз, діабетична нефропатія, ентеропатія з підвищеними втратами білка, тромбоз ниркових вен.
- Серцева недостатність при різних захворюваннях серця, септичному ендокардиті.
- Захворювання органів шлунково-кишкового тракту — кишкова лімфангіектазія, синдром спру, пухлини тонкої кишки, хвороба Віппла.
- Хвороби печінки — цироз печінки, тромбоз печінкових вен (хвороба та синдром Бадд-Кіарі).
- Дифузні хвороби сполучної тканини: системний червоний вовчак, ревматизм з утворенням набутих вад серця, склеродермія, дерматоміозит, ревматоїдний артрит, подагра, системний васкуліт, геморагічний васкуліт, вузликовий періартеріїт.
- Захворювання крові — мієломна хвороба, анемія Аддісона-Бирмера.
- Інфекційні хвороби: тифи, тропічна малярія тощо.
- Амілоїдоз: вторинний, сімейний.
- Періодична хвороба.
- Інші вроджені хвороби.
- Злоякісні пухлини.
- Ендокринні захворювання: цукровий діабет з виникненням діабетичного гломерулосклерозу, мікседема, тиреотоксичний набряк периорбітальних тканин.
- Лікарські засоби.
- Пилок рослин.
- Трансплантаційний нефротичний синдром.
- Особливі види набряків — набряк легень, набряк мозку, набряк Квінке.
- Інші причини (аліментарна дистрофія, введення великої кількості рідини).

### Лікування
Призначають дієту з обмеженням споживання повареної солі до 1-1,5 г на добу (при лікуванні діуретиками 3-4 г у добу), рідини до 1-1,2 л, іноді до 600—800 мл. Більш значні, але короткочасні обмеження доцільні при набряках, обумовлених гломерулонефритом. Дієта з різким обмеженням кількості натрію погано переноситься більшістю хворих, а тривале її використання може посилити порушення водно-електролітного обміну, спричинити хлорпенічну азотемію і синдром сольового виснаження. Надмірне обмеження споживання рідини при наявності набряків може призвести до виникнення симптомів гіпернатріємії. При гіпоонкотичних набряках призначають багату білком їжу (крім випадків ниркової і печінкової недостатності). Для зниження капілярної проникності застосовують вітаміни В1, С і Р. При виникненні небезпечних для життя органних набряків чи генералізованих лікування проводять за принципами надання допомоги при невідкладних станах.

## Джерело
- Braunwald's Heart Disease: A Textbook of Cardiovascular Medicine, 7th ed., (October 20, 2004) Saunders ISBN 0-7216-0479-X (англ.)